# Kożuchów (stacja kolejowa)
Kożuchów – nieczynna stacja kolejowa w Kożuchowie, w województwie lubuskim, w Polsce.